# Жиланди (Шетський район)
Жиланди́ (каз. Жыланды) — село у складі Шетського району Карагандинської області Казахстану. Входить до складу Коктенкольського сільського округу.
Населення — 82 особи (2021; 103 у 2009, 133 у 1999, 216 у 1989).
Національний склад станом на 1989 рік:
- казахи — 100 %.